# Rocks (Hound Dog)
Rocks (spesso scritto R★O★C★K★S) è un brano musicale scritto da Yukio Matsuo e Hitoshi Minowa ed interpretato dal gruppo giapponese Hound Dog, pubblicato il 20 novembre 2002 come trentottesimo singolo del gruppo. Il brano è stato utilizzato come prima sigla di apertura dei primi venticinque episodi dell'anime Naruto. Il singolo è arrivato all'ottantaquattresima posizione della classifica Oricon dei singoli più venduti in Giappone, rimanendo in classifica per tre settimane.

## Tracce
CD singolo MHCL-173
1. R★O★C★K★S
2. ff (Fortissimo) ((ff (フォルティシモ))?)

## Classifiche
| Classifica (2004) | Posizione massima |
| ----------------- | ----------------- |
| Giappone (Oricon) | 84                |